# منیخوف (ناحیه دوماژلیتسه)
منیخوف (به چکی: Mnichov) یک منطقهٔ مسکونی در جمهوری چک است که در ناحیه دوماژلیتسه واقع شده‌است. منیخوف ۱۱٫۸۸ کیلومتر مربع مساحت و ۲۵۲ نفر جمعیت دارد و ۴۷۲ متر بالاتر از سطح دریا واقع شده‌است.